# Dunajewskij
Dunajewskij (ros. Дунаевский) – osiedle w Rosji, w obwodzie briańskim, w rejonie karaczewskim. W 2021 liczyło 389 mieszkańców.